# Takashi Soeda
Takashi Soeda (添田 隆司 Soeda Takashi?), född 15 mars 1993 i Tokyo prefektur, är en japansk fotbollsspelare.
Soeda började sin karriär 2015 i Fujieda MYFC. Han spelade 10 ligamatcher för klubben.